# 莱德河畔拉索沃塔
萊德河畔拉索沃塔（法語：La Sauvetat-sur-Lède，法語發音：[la sovta syʁ lɛd]）是法国洛特-加龙省的一个市镇，属于洛特河畔新城区。

## 地理
莱德河畔拉索沃塔（44°28'9"N, 0°43'48"E）面积14.14 平方千米，位于法国新阿基坦大区洛特-加龍省，该省份为法国西南部内陆省份，北起多爾多涅省，西接吉倫特省和朗德省，南至热尔省，东临塔恩-加龙省和洛特省。
与莱德河畔拉索沃塔接壤的市镇（或旧市镇、城区）包括：蒙弗朗坎、卡斯泰尔诺-德格拉特康布、洛特河畔新城。

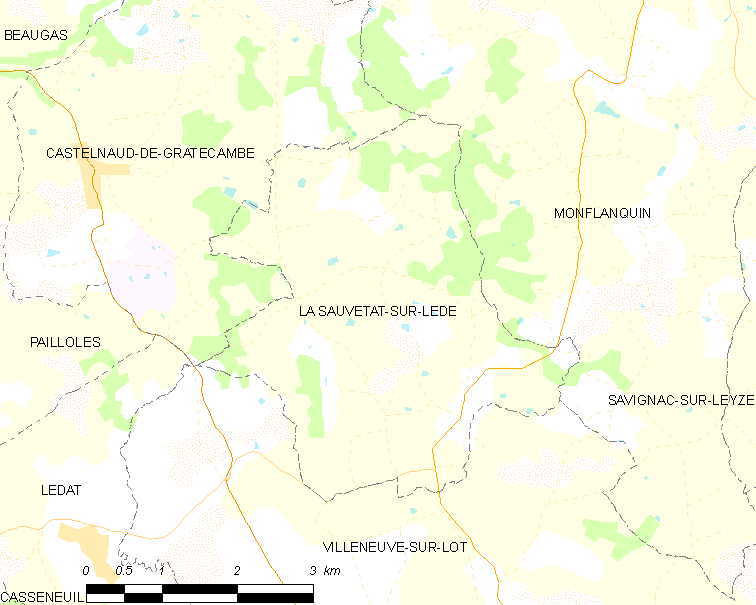
莱德河畔拉索沃塔的OSM定位图

莱德河畔拉索沃塔的时区为UTC+01:00、UTC+02:00（夏令时）。

## 行政
莱德河畔拉索沃塔的邮政编码为47150，INSEE市镇编码为47291。

## 政治
莱德河畔拉索沃塔所属的省级选区为上阿日奈-佩里戈尔县。

## 人口

1962-2008年间莱德河畔拉索沃塔人口变化图示

莱德河畔拉索沃塔于2022年1月1日时的人口数量为638人。